# Jerzy Kosałka
Jerzy Kosałka (urodzony 21 sierpnia 1955 roku w Będzinie) – polski współczesny artysta multimedialny.
W swojej twórczości sięga po zróżnicowane technologie i media. Buduje obiekty, makiety, tworzy instalacje i działa w przestrzeni publicznej. Uprawia performance. Przywiązany do idei sztuki site-specific.

## Życiorys
Po maturze wyjechał z Będzina do Wrocławia, gdzie w 1981 roku na PWSSP w pracowni prof. Z. Karpińskiego uzyskał dyplom z malarstwa. W latach 1983–1987 był tam zatrudniony jako asystent. Pracując na uczelni dołączył do redakcji wydawanego przez studentów "Magazynu Psychoaktywego LUXUS". Po stworzeniu grupy "Legendarny LUXUS" uczestniczył w większości jej wystąpień artystycznych.

## Twórczość
Jerzy Kosałka jest autorem między innymi pracy "Bitwa pod Kłobuckiem" (1986), która znalazła się w podręczniku do języka polskiego do III klasy gimnazjum, między wierszami Broniewskiego i Baczyńskiego. Wykorzystał także logo firmy Coca-Cola, przerabiając je na swój podpis - CosalCa.
Wystawia najwięcej we Wrocławiu, gdzie mieszka, nawiązując do lokalnych wydarzeń, historii i mitologii. Wystawy poza miejscem zamieszkania możliwe są jedynie po gruntownym zapoznaniu się z lokalną specyfiką, gdyż każdorazowo przygotowane są specjalnie dla danego miejsca. Do specyfiki ziem "odzyskanych" zalicza się prace analizujące meandry stosunków polsko-niemieckich. Należy do nich na przykład instalacja "Nie wybaczymy" (2008), będąca ironicznym komentarzem do pewnego światopoglądu historycznego, który propaguje twardą, konfrontacyjną postawę wobec Niemców. Instalacja przedstawia słynną scenę z serialu "Czterej pancerni i pies", w której "Rudy" zostaje trafiony przez niemiecki czołg.
Prace polityczne artysty unikają deklaracji ideologicznych, wymykając się możliwościom instrumentalnego traktowania życia ludzkiego do tak zwanych „wyższych” celów. Do nich należy praca "Chłopaki, mam go!", eksponowana m.in. w 2008 roku w warszawskiej Galerii Appendix2 na wystawie "Zabawy dużych chłopców". Iza Kowalczyk napisała o niej, iż dotyka "funkcjonowania wojny jako medialnego obrazu, który jest konstruowany i zawsze (...) ideologiczny".
Jego twórczości cechuje duża doza poczucia humoru i ironii (również autoironii), jak na przykład w postawionym sobie samemu pomnikowi z podpisem "Kosałce Naród". Inspiruje się też ready made Marcela Duchampa (prace "Pardon Marcel").
Paweł Jarodzki napisał o nim: "wyjątkowość Kosałki polega na tym, że klucz do jego twórczości został zjedzony przez takiego małego pieska, który uciekł i wszyscy go teraz szukamy."

## Wystawy

### Wystawy Grupy Luxus (ważniejsze)
- 1985
  - "Legendarny Luxus po raz pierwszy w Warszawie"- Galeria Pokaz, Warszawa
  - "Pokaz prawdziwego Luksusu" - BWA Arsenał, Białystok
- 1986 
  - "Ekspresja lat 80-tych" - PGS, Sopot
  - "Luxus w pasażu" - Galeria Pasaż, Wrocław
  - "Luxus maluje panoramę świata" - Galeria Zamek w Leśnicy, Wrocław
- 1987 
  - "Co słychać?", dawne Zakłady Norblina, Warszawa
- 1989 
  - "Miasto Luxusu"- Galeria na Ostrowie, Wrocław
  - "Contemporary Polish Drawing" - John Hansard Gallery, Southhampton
- 1990
  - "Młody Wrocław" - BWA, Katowice
  - "Kunst und Censur und Xerox" - Kunstpalast, Düsseldorf
- 1993 
  - "Miłość to nie wszystko" - PGS, Sopot
- 1994 
  - "Make love or war" - Bunkier Sztuki, Kraków
  - "Koni Novi Luxus" - BWA, Konin
  - "Łączenie podzielonego" - Stara Kotłownia, Warszawa
  - "Ikonopress" - Zamek Książąt Pomorskich, Szczecin
- 1997
  - "Bankiet w fabryce" - Galeria Bielska, Bielsko Biała

### Wystawy indywidualne
- 1995
  - "Skromnie bez luksusu" - Galeria Miejska, Wrocław
- 1996
  - "Szewczyk, Kosałka, Kowalska" - BWA Awangarda, Wrocław
- 1997
  - "Dwie przestrzenie" - Galeria Miejsce, Cieszyn
  - "Upadek" - Galeria Skalna, Strzelin
- 1998 
  - "Być sławnym i bogatym" - Galeria Entropia, Wrocław
  - "Transformers˝ (z M. Harlenderem) - Galeria Miejska, Wrocław
- 1999 
  - "TV media-show", aranżacja w klubie artystów Miasto Krakoff, Kraków
- 2003
  - "Fragment rzeźby Hasiora" (z A. Urbańskim) - BWA Awangarda, Wrocław
- 2004
  - "Obiekty" - BWA, Zielona Góra
  - "Plan Bitwy pod Kłobuckiem" (pokaz i wykład) - Galeria Raster, Warszawa
  - "Sztuka znikania Sztuki" - BWA Awangarda, Wrocław
- 2005 
  - "Konfrontacje" (z J. Maćko) - Instytut Polski, Praga
  - "Do dwóch razy sztuka"(z K.Wałaszkiem) - Galeria Bielska, Bielsko-Biała
- 2006
  - "Sztuka w przestrzeni publicznej" (pokaz i wykład) - BWA, Jelenia Góra
  - "Pills" - BWA Awangarda, Wrocław
  - ˝V-3˝(z T. Bajerem i A. Dudkiem-Dürerem) – Motorenhalle, Drezno
  - "Wystawa jednookich˝ (z K. Wałaszkiem) - Pracownia Otwarta, Kraków
  - "Yapper" (z T. Bajerem i A. Dudkiem-Dürerem) - Galeria Entropia, Wrocław
  - "Wystrzał promujący Art Magazine"(performance) - Galeria Entropia, Wrocław
- 2007
  - "Pokaz malarstwa na żywo" (z K.Wałaszkiem) – Galeria Bielska, Bielsko Biała
- 2008
  - "Trzej Magowie" (z H. Wańkiem i M. Litwińskim) - Galeria Entropia, Wrocław
  - "Pomnik Krasnala Ogniomistrza" (performance) - BWA Awangarda, Wrocław
  - " Najważniejsze to zdrowie" (performance) - Mieszkanie Gepperta, Wrocław
  - "Pan Igłoręki" (performance) - BWA, SiC – sejfprojekt, Wrocław
  - "CosalCa – Club" - Galeria Zero, Berlin
- 2009
  - "Świetny Jerzy walczący ze Sztuką" – Galeria Entropia, Wrocław
  - "Grupa Radom" (performance z F.Kowolowskim i P.Lisaczkiem) - Elektrownia, Radom
  - "Somnium" M. Litwińskiego – scenografia, Warszawska Jesień, Warszawa
  - "Kosałka po raz pierwszy w Poznaniu" - Galeria Szyperska, Poznań
  - "Sznurek w kolorze blue" - Galeria 13 Muz, Szczecin
- 2010
  - "Świetny Jerzy" - Teatr Dzieci Zagłębia im. Jana Dormana, Będzin[4]
- 2011
  - "Wystawa sponsorowana" (z A. Niklewiczem) - Galeria Sztuki Współczesnej, Opole[5]

### Wystawy zbiorowe
- 1996
  - "Transfer" - Arsenał, Wrocław
- 1997 
  - "Model" - Galeria Potoczny i Hoszowski, Wrocław
- 1998
  - "Wystawa sztuki współczesnej" (z P. Jarodzkim i K.Wałaszkiem) - Teatr Bückleina, Kraków
- 2000
  - "Tybetański Nowy Rok" - Galeria Obok, Wrocław
  - "Cud" (akcja plenerowa na rynku), Oleśnica
  - "Fest Festung Festival" - Stare Młyny, Wrocław
- 2001 
  - "Videoparty" - Instytut Goethego, Kraków
  - "Półtora roku Oboku" - Galeria Obok, Wrocław
  - "Modyfikacja˝ - Galeria OPT, Wrocław
- 2002
  - "Sztuka przez duże G" - BWA (galeria w Ustce), Słupsk i BWA Awangarda, Wrocław
  - "Realność świata, realność światła˝ - Galeria Obok, Wrocław
  - "Sposób na życie˝ - CSW Łaźnia, Gdańsk
- 2003
  - "Pamiątka z Wrocławia" - BWA Awangarda, Wrocław
  - "Dotykanie niewidzialnego" - Galeria Obok, Wrocław
- 2004
  - Pamiątka z Wrocławia" - Galeria Bielska, Bielsko-Biała
  - "INC." - Galeria Program, Galeria XX1, Warszawa
- 2005 
  - "Pierniks of Wrocław" - Galeria NRD, Toruń
- 2006 
  - "Survival - 4" - Dworzec PKP, Wrocław
  - "Nie lękajcie się" - prywatne mieszkania, Warszawa
  - "Tożsamość" - Galeria Lab-Log, Wrocław
  - "Znaki czasu" (Kolekcja Dolnośląskiej Zachęty) - Muzeum Architektury, Wrocław
  - "Beauty free shop" - Umelec Gallery, Praga
  - "Pamiątka z Karkonoszy" - BWA, Jelenia Góra
  - "60 lat ASP" - Muzeum Narodowe, Wrocław
  - "Muzeum luksusu" - BWA, Zielona Góra
  - "Kolekcja Górnośląskiej Zachęty" – BWA, Katowice
- 2007
  - "Muzeum luksusu" - Zachęta, Warszawa i Galeria Bielska, Bielsko-Biała
  - "Survival - 5" - Miejska Fosa, Wrocław
  - "Zeppelin" (przestrzeń miejska) - Festiwal Non Stop,Wrocław
  - "Tożsamość" - Galeria Otto Nugel, Berlin
  - "Asteizm" - CSW Zamek Ujazdowski, Warszawa
- 2008 
  - "Republika Bananowa" - Galeria Zamkowa w Książu, Wałbrzych
  - "Entropia rośnie" – Galeria Entropia, Wrocław
  - "Odczarowanie" - BWA Awangarda, Wrocław
  - "Trzecia odsłona”(Kolekcja Dolnośląskiej Zachęty) Muzeum Architektury, Wrocław
  - "Survival - 6" - Dzielnica Czterech Świątyń, Wrocław
  - "Kolekcja Zachęty" - Zamek Książąt Pomorskich, Szczecin
  - "Podwodny Wrocław" - Browar Mieszczański, Wrocław
  - "Zabawy dużych chłopców" - Galeria Appendix2, Warszawa
  - "Pozdrowienia z Wrocławia" - Galeria New Art Media, Warszawa
- 2009 
  - "Podwodny Wrocław" - Browar Mieszczański, Wrocław
  - "Survival - 7" - Pawilon Czterech Kopuł, Wrocław
  - "A mury runą" - Galeria Zero, Berlin
  - "Sygnatury wojny" – Galeria Sektor 1, Katowice
  - "Szczyt bohaterów” – Bunkier Sztuki, Kraków
  - "Polska Żółć" Galeria Billboardowa Rusz, Toruń
  - "Plener w Krzymoszycach" - galeria ES, Międzyrzec Podlaski
  - "Bielska Jesień" - Galeria Bielska, Bielsko-Biała
  - "Wizja lokalna" - Galeria Entropia, Wrocław
- 2010
  - "Anarchia w kosmosie" - Galeria U, Wrocław
  - "Rauchen verboten!, Pali się!" - Galeria Klimy Bocheńskiej, Warszawa
  - "Sąsiedzi" – CSW Łaźnia, Gdańsk

## Nagrody i wyróżnienia
- 39 Biennale Malarstwa „Bielska Jesień 2009”

- wyróżnienia redakcji patronackich (pozaregulaminowe):
- redakcja czasopisma Artluk 
za prace z cyklu "Bardzo dobre obrazy":
„Filar”, 2009
„Fortepian”, 2009
„Okno”, 2009
- Nagroda im. Krystiany Robb-Narbutt[6]

- dla artystów poszukujących i wykazujących się niezależnością.